# Équilibre

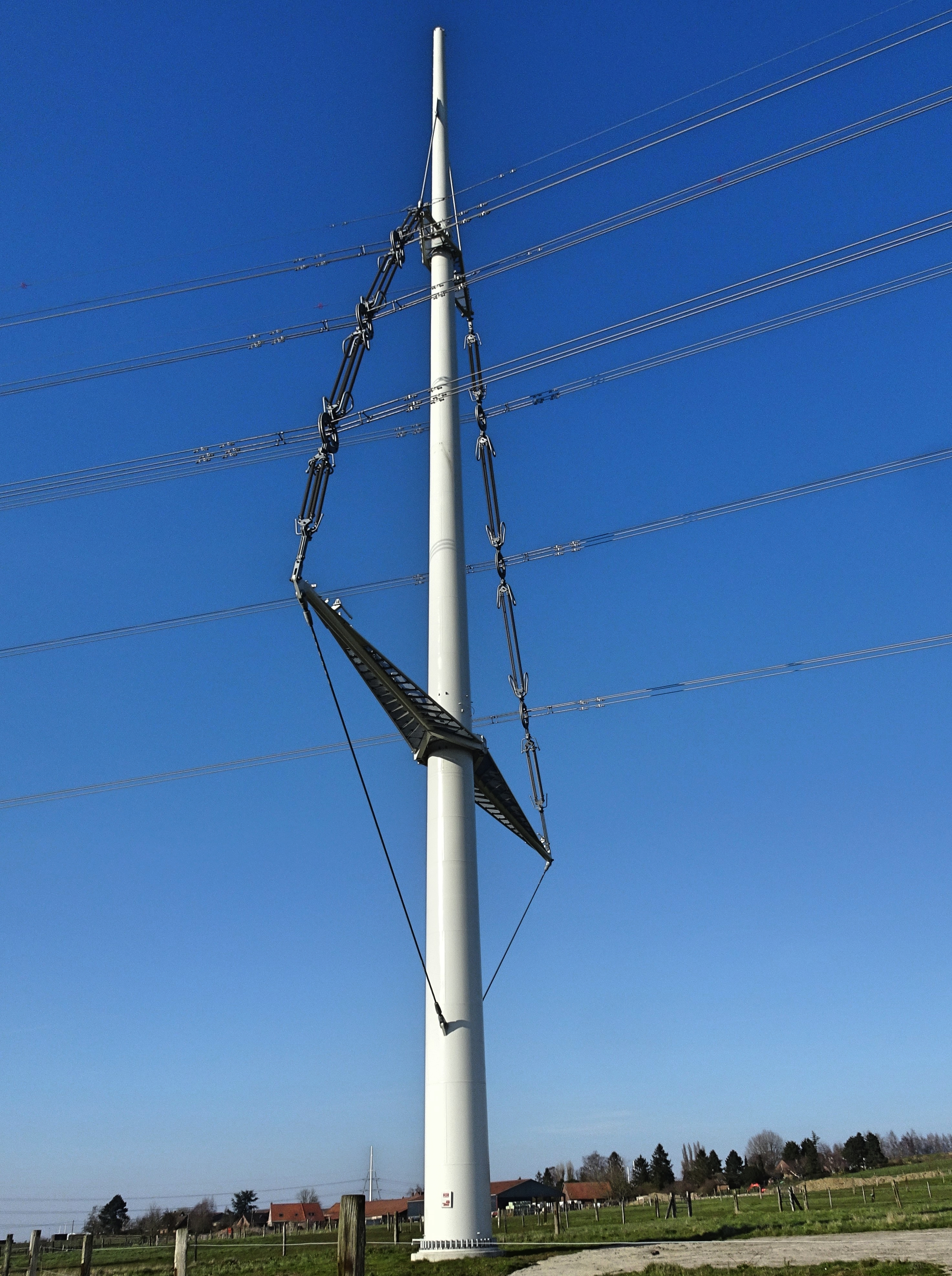
Hoogspanningsmast Équilibre

De Équilibre is een Frans model hoogspanningsmast.
De Équilibre is een buismast van 70 meter hoog, weegt 100 ton, kan windsnelheden van 194 km/h weerstaan, en heeft een voetafdruk die zeven keer kleiner is dan van een vakwerkmast. Het ontwerp is gemaakt voor het dragen van twee 400 kV-circuits. Hoekmasten van dit model zijn identiek aan gewone masten, wat in België en Nederland niet gangbaar is.
Het Équilibre-ontwerp heeft overeenkomsten met de Italiaanse Germoglio van dezelfde ontwerper. Het lijkt op een de mast van een zeilschip, met touwwerk. Van een afstand is alleen de centrale stalen mast zichtbaar. 

## Ontwerp
Naar aanleiding van discussies over het effect van hoogspanningslijnen op de openbare ruimte heeft de Franse transmissienetbeheerder RTE een ontwerpwedstrijd uitgeschreven voor een nieuwe lijn in noordelijk Frankrijk. Integratie in het landschap en invloed op de leefomgeving van omwonenden, waaronder grondgebruik, speelden daarbij een rol. De publieke belangstelling was groot. De beslissende stem kwam van plaatselijke belangengroepen. Het ontwerp van de Équilibre gemaakt door Hugh Dutton Associés werd de winnaar.

## Toepassing
De installatie van de masten is onderdeel van de heraanleg van de 400 kV-lijn tussen Avelin en Gravelle, zuidelijk van Rijsel. Het totale traject is ruim 28 km lang.
Ongeveer de helft van de nieuwe masten, 45 stuks, zijn van type Équilibre. Die vormen 16 km van het traject. De lijn moet groene energie, vooral windenergie, uit Noord-Europa door Frankrijk transporteren.
In februari 2020 werden bij onderstation La Capelle (Aisne) twee prototypes van de nieuwe mast geïnstalleerd. De eerste definitieve mast werd geïnstalleerd op 8 juli 2020. De werkzaamheden werden in 2022 voltooid.